# Circasia
Circasia è un comune della Colombia facente parte del dipartimento di Quindío.
L'abitato venne fondato da Isidoro Henao, Rafael Marin, José Epitacio Marin, José María Arias, Pablo Emilio Mora e altri coloni provenienti dalla parte meridionale di Antioquia nel 1884.